# 旭川拉麵
旭川拉麵（旭川ラーメン）指的是北海道旭川市周邊出產的日本拉麵。
旭川市內拉麵店的數量與人口之比非常高，因此有拉麵王國之稱。旭川拉麵中以醬油拉麵最著名，不過也有名店的主要產品是鹽或味噌拉麵，并不統一。湯汁的主要內容是豚骨（豬骨）與魚介類。麵湯上覆蓋有一層油，以防止變涼。
使用魚類和豬骨、雞肉等熬製的醬油風味。因為發源自寒冷的地區，因此為了避免熱度快速流失，添加了豬油。口味較為清淡。麵條為水含量較低的捲曲細麵，很容易將湯汁附着於麵上。雖然以醬油口味為主流進行宣傳，但也有很受歡迎的味噌口味，因此旭川拉麵等於醬油拉麵的這個認知是錯誤的。和札幌的味噌口味不同，旭川的味噌湯底是強調味噌獨特的甜味。
在附近的上川町有所謂的「上川拉麵」，基本上和旭川拉麵類似。

## 關聯條目
- 旭川拉麵村